# Deh Bozorg
Deh Bozorg (persiska: عزيز آباد, عَزيزابادِ قِيتاسوَند, دِه بُزُرگ, عَزيز آباد, ‘Azīzābād) är en ort i Iran.   Den ligger i provinsen Lorestan, i den centrala delen av landet, 300 km sydväst om huvudstaden Teheran. Deh Bozorg ligger 2 165 meter över havet och antalet invånare är 154.
Terrängen runt Deh Bozorg är kuperad åt nordost, men åt sydväst är den bergig.Runt Deh Bozorg är det ganska glesbefolkat, med 29 invånare per kvadratkilometer. Närmaste större samhälle är Aznā, 18,2 km norr om Deh Bozorg. Trakten runt Deh Bozorg består i huvudsak av gräsmarker.